# 第40回ブルーリボン賞 (鉄道)

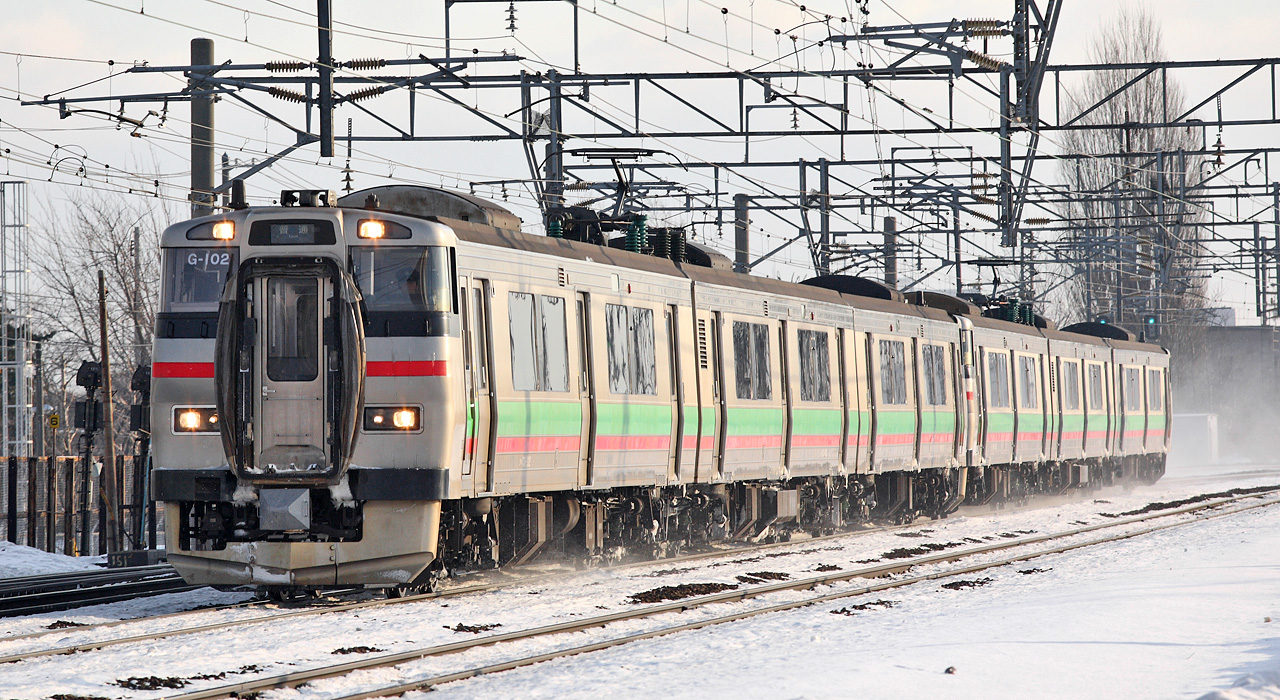
第37回ローレル賞
JR北海道731系

第40回ブルーリボン賞（だい40かいぶるーりぼんしょう）は、1997年に鉄道友の会が選定したブルーリボン賞である。本項では、第37回ローレル賞（だい37かいろーれるしょう）についても併せて記す。

## 概要
日本国内で使用する鉄道・軌道車両のうち、1996年1月1日から12月31日までの間に日本国内で営業運転に就いた新形式車両またはそれとみなせる車両で、候補車両決定の時点で現に営業をしていることを概ねの要件とする選定候補車両19車種のなかから、ローレル賞1形式が選定された。ブルーリボン賞は1994年の第37回以来、該当車なしとなった。

## 選定車両

### ブルーリボン賞
- 該当車なし

### ローレル賞
- 北海道旅客鉄道 731系電車

## 候補車両
鉄道友の会ブルーリボン賞・ローレル賞選考委員会が候補車両とした19車種。斜体がローレル賞選定車両。
| 会社名           | 車両形式                                                         |
| ---------------- | ---------------------------------------------------------------- |
| 北海道旅客鉄道   | 731系電車                                                        |
| 津軽鉄道         | 津軽鉄道津軽21形気動車                                           |
| 東日本旅客鉄道   | 485系3000番台電車                                                |
| 京成電鉄         | 3500形電車（リニューアル車）                                     |
| 京王帝都電鉄     | 1000系電車                                                       |
| 小田急電鉄       | 30000形電車                                                      |
| 東京臨海高速鉄道 | 70-000形電車                                                     |
| 天竜浜名湖鉄道   | TH3000形気動車                                                   |
| 立山黒部貫光     | 8000形無軌条電車                                                 |
| 北近畿タンゴ鉄道 | KTR8000形気動車                                                  |
| 西日本旅客鉄道   | 103系電車（リニューアル車） 283系電車                            |
| 近畿日本鉄道     | 2610系電車（L/Cカー） 16400系電車（ACE） 30000系電車「VISTA EX」 |
| 阪神電気鉄道     | 9000系電車                                                       |
| 大阪府都市開発   | 7000系電車                                                       |
| 四国旅客鉄道     | 6000系電車                                                       |
| 九州旅客鉄道     | 717系900番台電車                                                 |